# Crisi del deute llatinoamericà

Amèrica Llatina

La crisi del deute llatinoamericà va ser una crisi financera que es va desenvolupar a inicis dels anys 1980 (i en alguns països la dècada abans), quan els països llatinoamericans van arribar a un punt en el qual el seu deute extern va excedir el seu poder adquisitiu i no eren capaços de fer front als compromisos adquirits de pagament.

## Orígens
En els anys 1960 i 1970 molts països llatinoamericans, especialment Brasil, Argentina i Mèxic, van demanar grans sumes de diners a creditors internacionals per dur a terme plans d'industrialització, especialment per a programes d'infraestructura. Aquests països tenien economies creixents, en aquell temps, de manera que els creditors estaven disposats a seguir concedint préstecs. Inicialment, els països en desenvolupament van obtenir préstecs a través d'entitats públiques com el Banc Mundial. Després de 1973, els bancs privats van aportar fons des dels països rics en petroli que creien que el deute sobirà era una inversió segura. Mèxic es va endeutar tenint en compte els ingressos petroliers previstos valorats en dòlars dels EUA, de manera que quan el preu del petroli es va esfondrar, també ho va fer l'economia mexicana.
Entre 1975 i 1982, el deute llatinoamericana amb els bancs comercials va augmentar en una taxa anual acumulativa del 20,4%. Això va fer que l'Amèrica Llatina quadrupliqués seu deute extern de 75 mil milions de dòlars en 1975 a més de 315 milions de dòlars el 1983, el que significava el 50% del producte interior brut (PIB) de la regió. El servei del deute (pagament d'interessos i de la devolució del principal) va créixer encara més ràpid, aconseguint 66 mil milions de dòlars el 1982, davant els 12 mil milions de dòlars el 1975.
El creixement econòmic dels anys anteriors havia permès situar els països llatinoamericans en un lloc intermedi entre les economies més industrialitzades i la resta del món, en via de desenvolupament.

## Començament de la crisi
Quan l'economia mundial va entrar en recessió en les dècada dels 1970 i va continuar a principis dels 1980 i els preus del petroli es va disparar a causa de la crisi del petroli del 1973, es va crear un punt mort per a la majoria dels països de la regió. Els països en vies de desenvolupament es van trobar en una desesperada crisi de liquiditat. Els països exportadors de petroli -abundants en diners després de les alces en el preu d'aquesta matèria primera en 1973 i 1974- van invertir els seus diners en bancs internacionals, que "van reciclar" la major part del capital en forma de préstecs als governs llatinoamericans.
Atès que les taxes d'interès van augmentar als Estats Units i a Europa el 1979, els pagaments de deutes també van augmentar, pel que va ser més difícil per als països pagar els seus deutes contrets. El deteriorament del tipus de canvi amb el dòlar nord-americà va significar que els governs llatinoamericans acabessin devent enormes quantitats en les seves monedes nacionals, de manera que es va perdre el poder adquisitiu. La contracció del comerç mundial el 1981 va fer que els preus de les primeres matèries (la major exportació d'Amèrica Llatina) van caure.
Mentre la perillosa acumulació de deute extern es va produir durant diversos anys, la crisi del deute va començar quan els mercats internacionals de capitals es van adonar que Amèrica Llatina no seria capaç de pagar els seus préstecs. Això va ocórrer a l'agost de 1982, quan el secretari d'Hisenda de Mèxic, Jesús Silva-Herzog Flores, va afirmar que el país ja no seria capaç de pagar el seu deute. Mèxic va declarar que no podia complir amb les dates de venciment dels pagaments i va anunciar unilateralment una moratòria de 90 dies, també va sol·licitar una renegociació dels terminis de pagament i nous préstecs per tal de complir les seves obligacions prèvies.
Arran de l'incompliment de Mèxic, els bancs comercials van reduir significativament o van detenir el lliurament de nous préstecs a Amèrica Llatina. Com que gran part dels préstecs llatinoamericans eren a curt termini, la crisi va sobrevenir quan va ser rebutjat el seu refinançament. Milers de milions de dòlars de préstecs que havien estat refinançats, ara es trobaven en venciment immediat.
Els bancs van haver de reestructurar d'alguna manera els deutes per evitar el pànic financer; això va suposar nous préstecs amb condicions molt estrictes, així com l'exigència que els països deutors acceptessin la intervenció del Fons Monetari Internacional (FMI). Hi va haver diverses etapes d'estratègies per frenar i posar fi a la crisi. L'FMI es va moure per tal de reestructurar els pagaments i reduir la despesa pública en els països deutors. Posteriorment, el Banc Mundial va encoratjar els mercats oberts. Finalment, els Estats Units i l'FMI van impulsar l'alleugeriment del deute, tot reconeixent que els països no podrien pagar en la seva totalitat les grans quantitats que devien.

## Efectes
La crisi de deute de 1982 va ser la més seriosa en la història d'Amèrica Llatina. Els ingressos es van desplomar; el creixement econòmic es va estancar; a causa de la necessitat de reduir les importacions, la desocupació va augmentar a nivells alarmants i la inflació va reduir el poder adquisitiu de les classes mitges. De fet, en els deu anys posteriors a 1980, els salaris reals a les zones urbanes van caure entre un 20 i un 40 per cent. A més, les inversions que es podrien haver utilitzat per fer front als problemes socials i la pobresa s'utilitzaven per pagar el deute.
En resposta a la crisi, la majoria de les nacions van haver d'abandonar els seus models econòmics d'industrialització per substitució de les importacions i van adoptar una estratègia de creixement orientada cap a les exportacions, estratègia fomentada pel Fons Monetari Internacional, encara que va haver excepcions com Xile o Costa Rica, les quals van adoptar estratègies reformistes. Un procés massiu de fugida de capitals, particularment cap als Estats Units, va produir una major depreciació dels tipus de canvi, augmentant el tipus d'interès real del deute. La taxa de creixement real del PIB (Producte Interior Brut) per a la regió va ser de només 2,3% entre 1980 i 1985. Entre 1982 i 1985, Amèrica Llatina va pagar 108.000.000.000 de dòlars.
La crisi del deute és un dels elements que va contribuir al col·lapse d'algunes dictadures a la regió, com la Dictadura militar al Brasil i el Procés de Reorganització Nacional a Argentina.